# 魯慶
魯慶（？—？），新城人，清朝政治人物。进士出身。
乾隆三十一年（1766年），擔任清朝廣州府南海縣知縣。后由李瑞麟接任。